# كوة (تضاريس)
الكوة هو المصطلح الجغرافي والجيولوجي لجوف شديد الانحدار في جانب وجه صخري مكشوف أو جرف من نوع صخري متجانس، والذي تآكل بفعل الماء. تُنشئها التجوية والتآكل والتدفق الحبيبي الجاف والإجهاد. لتكوين الكوات عوامل أخرى كالرياح بين منتصف وأواخر الصيف التي تنحدر عند الحافة مما يؤدي إلى فشل ترسيب الرمال في مناطق معينة.

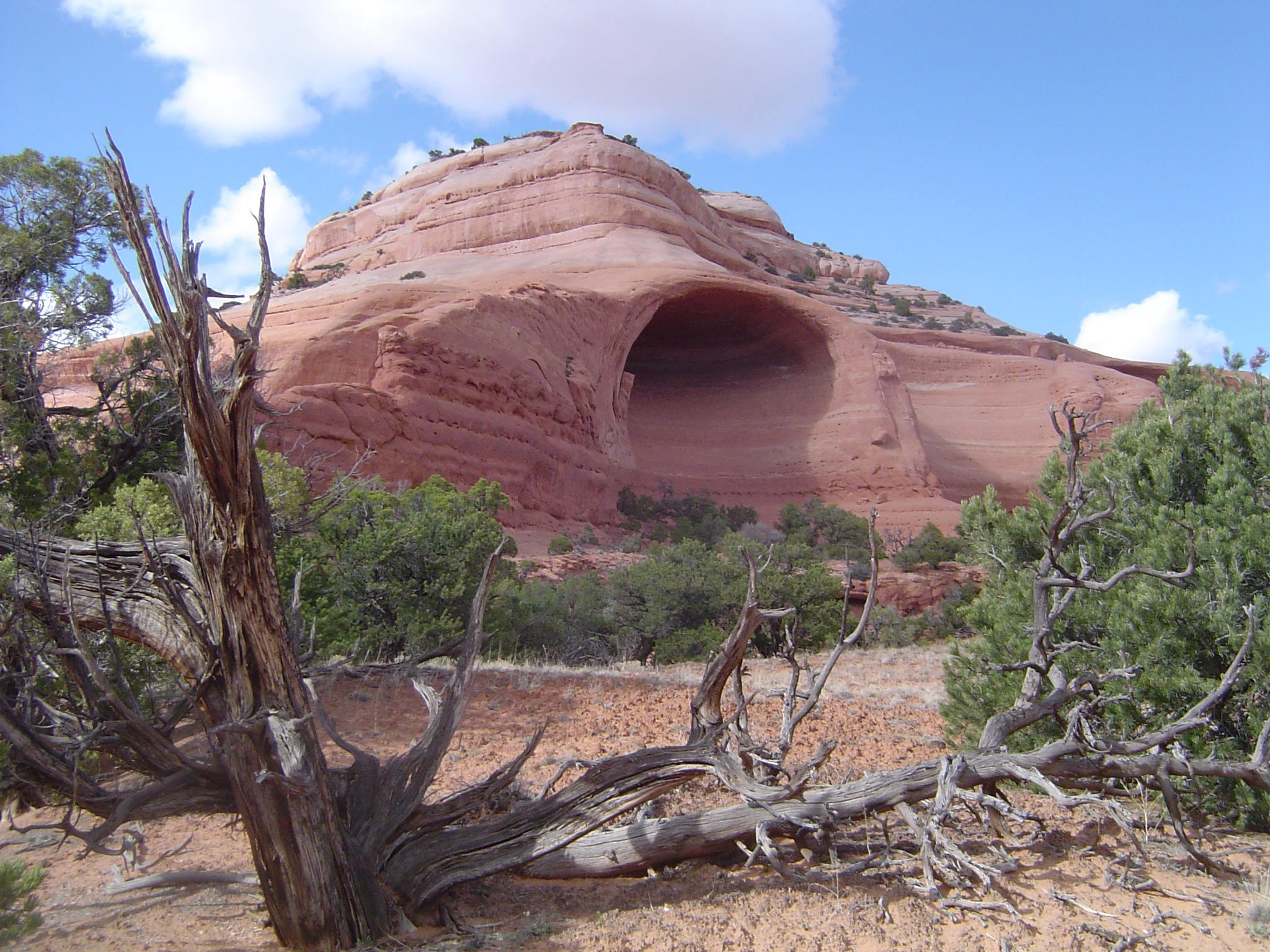
كوة بالقرب من مواب